# Пелор
Пелор је у грчкој митологији било име више личности. 

## Митологија
- Аполодор га је навео као једног од петорице преживелих Спарта, које је оживео Кадмо, који је, заједно са другим Спартима, помогао Кадму да сагради Тебу.[1][2]
- Помиње се и као један од гиганата, пород Геје и Тартара.[3] Учествовао је у гигантомахији и Марс га је првог срео и жустро пресекао мачем, на месту где су препоне и где су две змије уједињене сачињавале његово горостасно тело, чиме га је лишио сва три живота.[4] У Овидијевим „Метаморфозама“ заробљени Тифон није могао да се придигне поново, не само зато што га је притискала Етна, већ му је Пелор стајао на десној руци, Пахинум на левој, а Лилибеум му је гњечио ноге.[5]